# Mike Fisher (hockeista su ghiaccio)
Mike Fisher (Peterborough, 5 giugno 1980) è un ex hockeista su ghiaccio canadese.

## Palmarès

### Mondiali
- 2 medaglie:
  - 2 argenti (Austria 2005; Svizzera 2009)